# 15452 Ibramohammed
15452 Ibramohammed (1998 XL52) là một tiểu hành tinh vành đai chính được phát hiện ngày 14 tháng 12 năm 1998 bởi nhóm nghiên cứu tiểu hành tinh gần Trái Đất phòng thí nghiệm Lincoln ở Socorro.